# Vintilă Cristescu
Vintilă Cristescu (n. 1896, Brașov, Austro-Ungaria – d. octombrie 1971) a fost fondatorul clubului Colțea Brașov și conducătorul echipei de-a lungul istoriei de numai 10 ani. Vintilă a fost descendentul căpitanului Sava Cristescu, erou în Bătălia pentru Brașov din Primul Război Mondial. În septembrie 1924 a participat la „Jocurile Panionice” de la Atena. Vintilă Cristescu a fost primul brașovean participant la Jocurile Olimpice din 1928, la cursa de maraton.
A fost de cinci ori campion național la maraton: 1921, 1923, 1925, 1926 și 1927.
- 10 000 m – 38:40,00 (21 iulie 1922, Brașov)[10]
- maraton – 2:51:16 (1925)[11]
- maraton – 2:49:39 (1927)[11]

Cristescu a fost și colonel în Armata Română care a luptat în al Doilea Război Mondial cu trupele de munte de elită Vânători de munte.

## Distincții
- Ordinul „Meritul Sportiv” clasa a III-a (29 decembrie 1967) „pentru merite deosebite în domeniul culturii fizice și sportului”[15]